# Žalm 33
Žalm 33 („Zaplesejte, spravedliví, Hospodinu“)  je biblický žalm. V překladech, které číslují podle Septuaginty, se jedná o 32. žalm.
V židovské liturgii je žalm podle siduru součástí ranní modlitby na Šabat a svátky, a to v části zvané Psukej de-zimra („Verše písní“). Spis Šimuš Tehilim („Užití Žalmů“), jehož autorem je zřejmě židovský učenec Chaj Ga'on (939–1038), uvádí, že recitace 33. žalmu nápomocná ženě, které umírají děti, a také těm, kteří žijí v místě, kde se šíří nějaká epidemie.